# Bank Rezerwy Australii

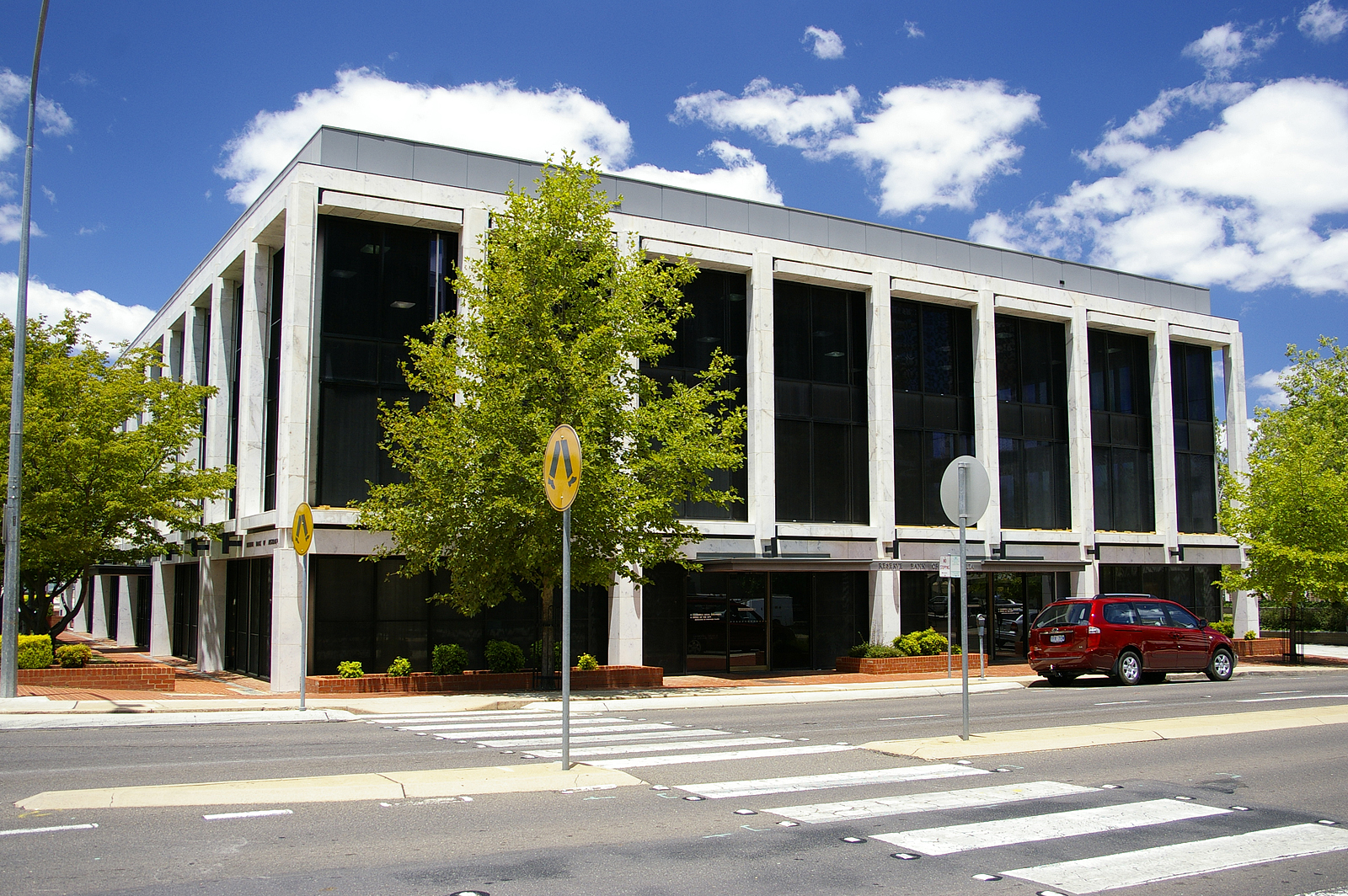
Gmach Banku Rezerw Australii w Canberze

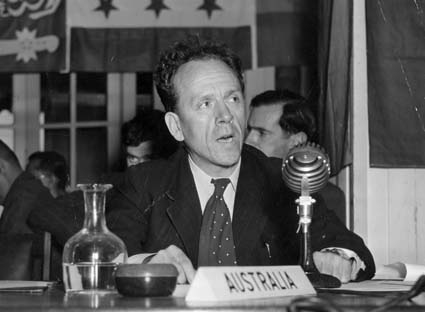
Pierwszy prezes Banku H. C. Coombs

Bank Rezerwy Australii (ang. Reserve Bank of Australia, RBA) – australijski bank centralny z siedzibą w Sydney. 
Powstały w 1960 roku, Bank prowadzi politykę pieniężną, pracuje na rzecz utrzymania stabilnego systemu finansowego i emituje znaki pieniężne Australii. Do zadań banku należy także: prowadzenie bankowej obsługi australijskich agencji rządowych a także niektórych zagranicznych banków centralnych i instytucji państwowych, oraz zarządzanie rezerwami dewizowymi i rezerwami złota.
Prawa i obowiązki Banku Rezerw Australii określone są w Reserve Bank Act 1959. Obowiązkiem Banku jest zapewnienie, by polityka monetarna i bankowa Banku, ukierunkowana była na osiągnięcie jak największych korzyści dla narodu australijskiego i by uprawnienia Banku wykorzystywane były tak, by jak najlepiej przyczyniać się do: (i) utrzymania stabilnej waluty Australii, (ii) zapewnienia pełnego zatrudnienia w Australii, (iii) jej dobrobytu gospodarczego i dobrobytu jej mieszkańców. W 1993 roku minister skarbu i Prezes Banku uzgodnili cel inflacyjny na poziomie 2-3% w okresie średniej długości.

## Historia
Powstały w 1911 roku Commonwealth Bank of Australia został w 1960 roku podzielony na mocy Reserve Bank Act 1959 na dwa banki: Bank Rezerw Australii, który przejął obowiązki banku centralnego oraz nowy Commonwealth Bank of Australia, który przejął funkcje banku oszczędnościowego i banku komercyjnego. Bank Rezerw Australii rozpoczął działalność jako bank centralny 14 stycznia 1960 roku. 
W połowie lat 60. Australia zezwoliła na stosowanie zmiennych stóp procentowych, co ułatwiło Bankowi Rezerw Australii prowadzenie operacji otwartego rynku. W 1983 roku Australia wprowadziła płynny kurs walutowy a Bank zniósł kontrolę dewizową. W latach 1979–1984 przeprowadzono deregulację australijskiego systemu finansowego, przy jednoczesnej rozbudowie funkcji nadzoru finansowego Banku. W 1998 roku nadzór bankowy został przeniesiony z Banku do Australian Prudential Regulation Authority (APRA) i utworzono Payments System Board (PSB) z zadaniem zapewnienia bezpieczeństwa i dobrego funkcjonowania systemu płatności. 
W 1996 roku Ian Macfarlane desygnowany na prezesa Banku i minister skarbu Peter Costello wydali wspólne oświadczenie Statement on the Conduct of Monetary Policy, w którym określono role Banku Rezerw i rządu australijskiego w zakresie prowadzenia polityki monetarnej. Rząd udzielił swojego oficjalnego poparcia dla celu inflacyjnego ustalonego przez Bank w 1983 roku. Po zmianie rządu w 2007, prezes Banku Glenn Stevens i ówczesny minister skarbu Wayne Swan wydali kolejne oświadczenie Statement on the Conduct of Monetary Policy, w którym wprowadzono m.in. zapisy odnośnie do niezależności Banku. Oświadczenie zostało ponownie zmienione w 2010 roku, kiedy to nadano bankowi mandat utrzymania stabilności finansowej. Po zmianie rządu w 2013 roku, minister skarbu Joe Hockey i prezes Glenn Stevens wydali kolejne oświadczenie, w którym podkreślono znaczenie funkcji utrzymania stabilności cen.  

## Organizacja
Działalność Banku nadzorują: Rada Nadzorcza, Rada ds. Systemu Płatności, Komisja ds. Audytu, Komisja ds. Wynagrodzeń, Komisja Wykonawcza i Komisja ds. Zarządzania Ryzykiem. Rada odpowiada za prowadzenie polityki pieniężnej i bankowej oraz za wszystkie inne sprawy oprócz systemu płatności, nad którym czuwa Rada ds. Systemu Płatności. Obydwu radom przewodniczy prezes Banku. 

### Lista Prezesów Banku Rezerw Australii
Lista podana za informacjami na stronie internetowej Banku: 
- Herbert Cole (Nugget) Coombs (1960–1968)
- John Grant (Jock) Phillips (1968–1975)
- Harold Murray (Harry) Knight (1975–1982)
- Robert Alan (Bob) Johnston (1982–1989)
- Bernard William (Bernie) Fraser (1989–1996)
- Ian John Macfarlane (1996–2006)
- Glenn Robert Stevens (2006–)